# Ludánszki István
Ludánszki István (Debrecen, 1987. július 27.), magyar labdarúgó, jelenleg klub nélkül, legutóbb a  Jászberényi FC játékosa volt.
Testvére Ludánszki Bence a Kaposvári Rákóczi FC játékosa.
2006-ban az U19-es korosztályban a kiemelt ifjúsági bajnokságban a bronzérmet szerezte meg ZTE-vel.